# かぶと山駅
かぶと山駅（かぶとやまえき）は、京都府京丹後市久美浜町甲山にある、WILLER TRAINS（京都丹後鉄道）宮津線の駅である。駅番号はT23。「宮豊線」の愛称区間に含まれている。
2014年（平成26年）に京丹後市の「駅の愛称選定委員会」で公募を経て決定した愛称は「摩須郎女の里 かぶと山駅」（摩須郎女：ますのいらつめと読む）。

## 歴史
- 1962年（昭和37年）3月1日：宮津線の丹後神野駅（現・小天橋駅） - 久美浜駅間に甲山駅（こうやまえき）として新設開業[1][3]。旅客のみを取り扱う駅員無配置駅[4]。
- 1987年（昭和62年）4月1日：国鉄分割民営化により、西日本旅客鉄道（JR西日本）の駅となる[1]。
- 1990年（平成2年）4月1日：北近畿タンゴ鉄道への宮津線移管により、同鉄道の駅となる[1]。
- 2015年（平成27年）4月1日：WILLER TRAINSへの移管により、京都丹後鉄道宮豊線の駅となり、同時に駅名をかぶと山駅に改称[5]。

## 駅構造
豊岡方面に向かって右側に単式ホーム1面1線を有する地上駅であり、無人駅となっている。分岐器や絶対信号機がないため、停留所に分類される。
宮津線では唯一駅舎のない駅となっており、海側の道路から見てやや高い位置にある。

## 利用状況
1日の平均乗車人員は以下の通りである。
| 乗車人員推移 | 乗車人員推移 |
| 年度         | 1日平均人数  |
| ------------ | ------------ |
| 1999         | 137          |
| 2000         | 167          |
| 2001         | 189          |
| 2002         | 186          |
| 2003         | 173          |
| 2004         | 200          |
| 2005         | 164          |
| 2006         | 149          |
| 2007         | 135          |
| 2008         | 155          |
| 2009         | 140          |
| 2010         | 131          |
| 2011         | 98           |
| 2012         | 103          |
| 2013         | 107          |
| 2014         | 93           |
| 2015         | 87           |
| 2016         | 71           |
| 2017         | 69           |
| 2018         | 71           |
| 2019         | 60           |

## 駅周辺

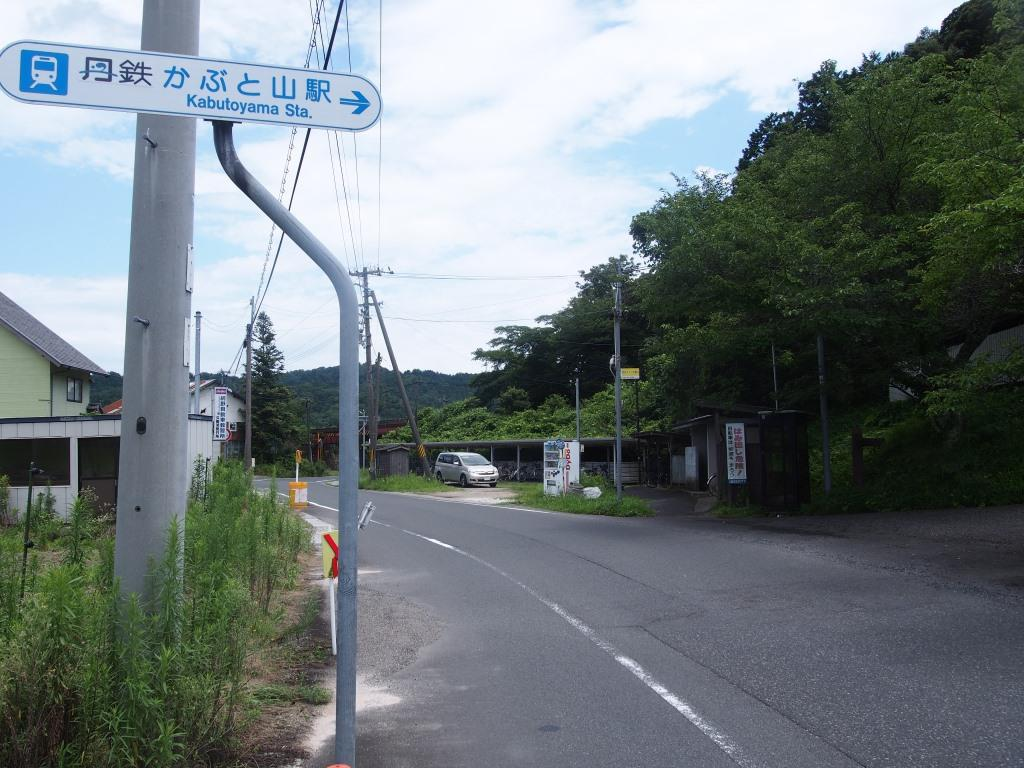
駅前（2019年7月）

山間の集落にあり、周囲は田畑が広がる。近隣には消防署分署や造り酒屋がある。駅名の由来となった兜山は北側に位置する。
- 京丹後市消防本部峰山消防署久美浜分署
- 木下酒造[6]
- 国道178号
- 京都府道669号芦原甲山線
- 兜山
  - 兜山展望台[7]
  - 人喰い岩[8]
- 川上谷川 - 久美浜湾に注ぐ河川の1つ。

## 隣の駅
WILLER TRAINS（京都丹後鉄道）
■宮豊線（宮津線）
快速（「丹後路」含む）
通過
普通
小天橋駅 (T22) - かぶと山駅 (T23) - 久美浜駅 (T24)